# Vehículo de lanzamiento de carga superpesada

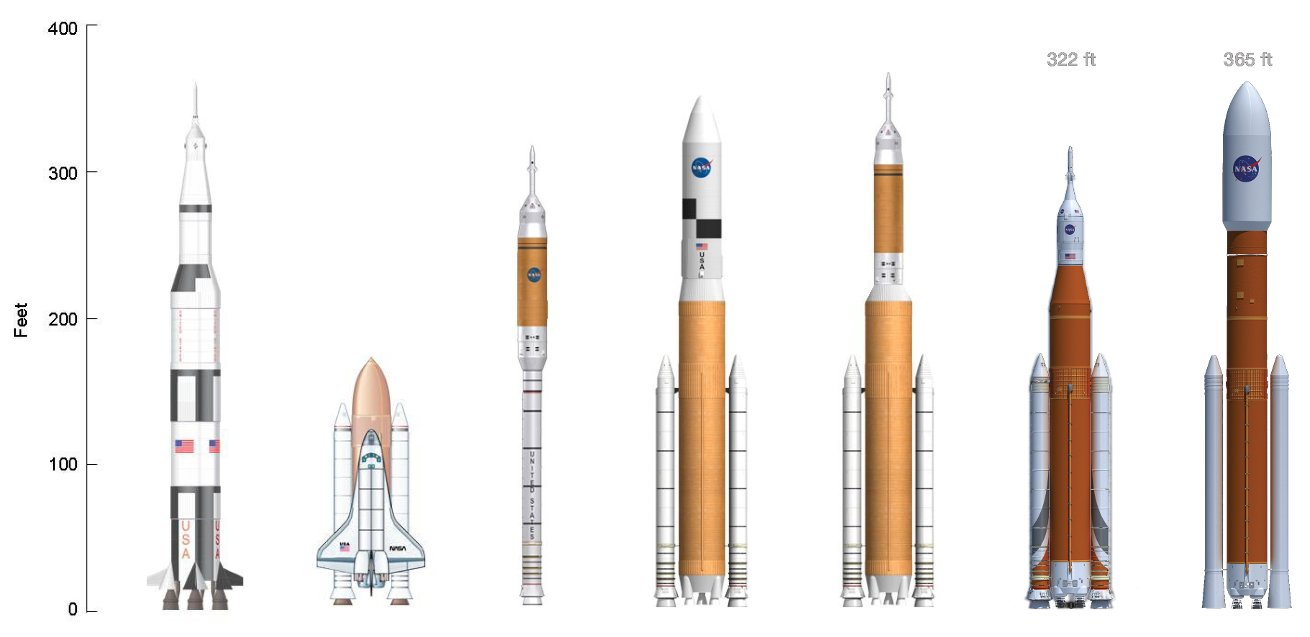
Comparación de Saturn V, Transbordador STS, Ares I, Ares V, Ares IV, SLS Bloque I & II

Un vehículo de lanzamiento de carga superpesada o SHLLV (siglas del inglés Super Heavy-Lift Launch Vehicle) es un vehículo de lanzamiento capaz de levantar más de 50.000 kg (110.000 libras) de carga útil en órbita baja terrestre (LEO).

## Vehículos exitosos
Tres vehículos han lanzado exitosamente cargas útiles superpesadas:
- Saturno V, con una carga útil del programa Apolo de un Módulo de Comando, Módulo de Servicio y Módulo Lunar. Los tres tenían una masa total de 45.000 kg (99.000 libras).[1][2] Cuando se incluyó la tercera etapa y el combustible de salida de órbita terrestre, Saturno V colocó en realidad 140.000 kg (310.000 libras) en órbita terrestre baja.[3]

- El transbordador espacial STS lanzó una carga combinada de 122.534 kg (270.142 libras) al lanzar el Observatorio de Rayos X Chandra en la misión STS-93.[4][5]

- Energía, con una carga útil única de un orbitador Buran no tripulado con 62.000 kg (137.000 lb).[6]

El transbordador espacial STS y el orbitador de Energía-Buran difirieron en que ambos lanzaron lo que era esencialmente una tercera etapa reutilizable y tripulada que llevaba carga internamente. Aunque se propuso una versión de carga del STS, nunca se construyó. Se desarrolló y lanzó una versión de carga de Energía, sin embargo el módulo Polyus que llevó no consiguió orbitar. Del mismo modo, cuatro cohetes soviéticos N1 fueron lanzados con una capacidad de carga útil de 95.000 kg (209.000 libras), pero los cuatro fallaron poco después del despegue (1969-1972).

## En desarrollo

Comparación de escala, de izquierda a derecha: la pila completa vehículo de lanzamiento STI; el próximo sistema espacial de lanzamiento de la NASA; la torre del reloj Big Ben; SpaceX Falcon Heavy; y un humano de 1,8 m.

Estos cohetes están actualmente en desarrollo activo:
- Falcon Heavy en una configuración completamente desechable, 63.800 kilogramos (140.700 libras)[8]

- Sistema de Lanzamiento Espacial (SLS), 130,000 kg (290,000 lb)[9]

- Blue Origin New Glenn en la variante de tres etapas. Aunque la capacidad de la carga útil no se ha anunciado oficialmente, la carga útil de 45.000 kg (99.000 libras) para la variante en dos etapas[10]  y los niveles de empuje para la primera etapa sugieren la colocación del vehículo en la clase de ascensores superpesados.[11]

- Vehículo de lanzamiento STI, 550.000 kg (1.200.000 libras) (desechable) o 300.000 kg (660.000 libras) (reutilizable).[12]